# Округ Витли (Кентаки)
Витли (енгл. Whitley County) је округ у америчкој савезној држави Кентаки.

## Демографија
По попису из 2010. године број становника је 35.637, што је 228 (-0,6%) становника мање него 2000. године.
| Група             | 2000.          | 2010.          |
| Белци             | 35.062 (97,8%) | 34.521 (96,9%) |
| Афроамериканци    | 123 (0,3%)     | 205 (0,6%)     |
| Азијати           | 71 (0,2%)      | 129 (0,4%)     |
| Хиспаноамериканци | 249 (0,7%)     | 310 (0,9%)     |
| Укупно            | 35.865         | 35.637         |